# Maksimilijan Njegovan
Maksimilijan (Maximilian) Njegovan, avstro-ogrski mornariški častnik in admiral, * 31. oktober 1858, Zagreb, † 1. julij 1930, Zagreb.

## Življenje
Svojo vojaško in pomorsko izobrazbo je pridobil na pomorski akademiji na Reki.
Po končanem kadetskem izobraževanju je postal pripadnik avstro-ogrske mornarice. 
Po upokojitvi marca 1918, je Njegovan živel v Pulju. Ob upokojitvi je prejel čin velikega admirala in bil odlikovan z Velikim križem reda cesarja Leopolda za svoje zasluge monarhiji.
Umrl je v Zagrebu, kjer je pokopan na pokopališču Mirogoj.

## Vojaška kariera
Kot častnik avstro-ogrske mornarice je zelo hitro napredoval in je leta 1911 postal kontraadmiral, leta 1913 pa je postal viceadmiral. Po smrti velikega admirala Antona Hausa aprila 1917 je bil poveljnik flote avstro-ogrske vojne mornarice ter ta čin obdržal do februarja 1918, ko je moral zaradi upora mornarjev v Boki Kotorski odstopiti. Njegovo mesto poveljnika flote je nasledil kontraadmiral Miklos Horthy de Nagybanya.

## Odlikovanja in nagrade
veliki viteški križ reda cesarja Leopolda
vitez I. razreda reda železne krone